# Обединена велика България
„Обединена велика България“ е български вестник, издание на Данаил Кацев – Бурски.
Излиза в единствен брой през януари 1942 година в София. Вестникът възхвалява Обединението на България и стои на националистически позиции. Има много търговски реклами. Печата се в печатница „Добринов“ в 1000 тираж и цена 3 лева. Редактор е Данаил Кацев – Бурски.